# Justicia dasycarpa
Justicia dasycarpa är en akantusväxtart som beskrevs av Wilhelm Sulpiz Kurz. Justicia dasycarpa ingår i släktet Justicia och familjen akantusväxter. Inga underarter finns listade i Catalogue of Life.